# Marcus Vinicius Almeida de Matos
Marcus Vinicius Almeida de Matos (sinh ngày 14 tháng 2 năm 1980) là một cầu thủ bóng đá người Brasil.

## Sự nghiệp câu lạc bộ
Marcus Vinicius Almeida de Matos đã từng chơi cho Mito HollyHock.